# 比尤拉 (北达科他州)
比尤拉（英語：Beulah），是美国北达科他州下属的一座城市。根据2010年美国人口普查，该市有人口3,121人。2011年估计该市有人口3,130人，相对于2010年，增长率为0.29%。